# Pleurothallis convexa
Pleurothallis convexa är en orkidéart som beskrevs av Carlyle August Luer och Alexander Charles Hirtz. Pleurothallis convexa ingår i släktet Pleurothallis och familjen orkidéer. Inga underarter finns listade i Catalogue of Life.